# Marasmianympha eupselias
Marasmianympha eupselias là một loài bướm đêm trong họ Crambidae.